# ولسلی ننکا
ولسلی آنتونیو سیمپلیسیو معروف به ولسلی ننکا (زاده ۴ مارس ۱۹۶۷) دروازه‌بان بازنشسته فوتبال اهل برزیل است.

## افتخارات

### بازیکن
فلامینگو
- Copa Rio Sub-20: ۱۹۸۵
- Campeonato Carioca de Futebol Sub-20: ۱۹۸۵, ۱۹۸۶
- Taça Belo Horizonte de Juniores: ۱۹۸۶
- جام حذفی فوتبال برزیل: ۱۹۹۰
- Copa Rio: ۱۹۹۱
- Campeonato Carioca: ۱۹۹۱

### مربی
پرسپولیس
- لیگ برتر خلیج فارس: ۰۲–۱۴۰۱
- جام حذفی فوتبال ایران: ۰۲–۱۴۰۱
- سوپر جام فوتبال ایران: ۱۴۰۲